# Coelositona limosus
Coelositona limosus é uma espécie de insetos coleópteros polífagos pertencente à família Curculionidae.
A autoridade científica da espécie é Rossi, tendo sido descrita no ano de 1892.
Trata-se de uma espécie presente no território português.